# Fold (afkast)
 For alternative betydninger, se Fold. (Se også artikler, som begynder med Fold)
Fold er en betegnelse for visse afgrøders størrelse. Oprindelig var betydningen af et vist antal fold, eksempelvis 15 fold, det samme som 15 gange mængden af det udsåede.
På et senere tidspunkt gik man, i Danmark, af praktiske grunde over til en anden betydning af ordet, idet man nu udlagde en fold som tønder korn pr. tønde land, eksempelvis 15 fold var nu 15 tønder pr. tønde land, altså høstudbytte pr. arealenhed, dette uden hensyn til udsædmængden.
Efter SI-systemets indførelse begyndte man at udtrykke høstudbyttet af det producerede som 100 kg pr. hektar. Denne måleenhed anvendes i dag i officielle statistiker.
Fold anvendes stadig i det daglige sprog for høstudbytte, angivet i vægtenheden 100 kg pr. tønde land.